# Артезиан-Мангит
Артезиа́н-Манги́т — аул в Нефтекумском городском округе Ставропольского края России.

## Этимология
В основе ногайского топонима Артезиан-Мангыт лежат апеллятив «артезиан» и этноним «мангыт»:124. 

Артезиан-Мангит носит название ногайского племени Мангитов, кочевавших в этих местах. Слово «артезиан» означает пробивать. Чтобы добыть воду, раньше [артезианские] скважины пробивали, затем с усовершенствованием технических методов стали бурить.— Гаазов В. Л. «Ставрополь и его окрестности. Ставрополье в названиях»
В источниках встречается вариант наименования аула Артезиан Мангит. Местные жители в быту называют его Мангыт:28.

## География
Расстояние до краевого центра: 228 км.
Расстояние до районного центра: 31 км.

## История
В 1862 году аул начал заселяться ногайцами Мангитова аула Кенегесского куба.
По данным переписи 1926 года в селении Артезиан Мангит числилось 74 хозяйства с населением 317 человек (164 мужчины и 153 женщины), из них — 311 ногайцев и 6 прочих. По состоянию на 1 октября 1929 года в нём имелась школа. На тот момент Артезиан Мангит был административным центром Артезиан-Мангитского сельского совета Ачикулакского района Дагестанской АССР. В состав территории сельсовета также входил аул Коркут:10.
До 1 мая 2017 года аул Артезиан-Мангит входил в состав муниципального образования «Сельское поселение Новкус-Артезианский сельсовет» Нефтекумского муниципального района Ставропольского края.

## Население
| 1926 | 1989 | 2002 | 2010 | 2014 | 2023 |
| ---- | ---- | ---- | ---- | ---- | ---- |
| 317  | ↘300 | ↗327 | ↗353 | ↘300 | ↗400 |

По данным переписи 2002 года, 92 % населения — ногайцы.